# 1915 en science-fiction
| Années de la science-fiction : 1912 - 1913 - 1914 - 1915 - 1916 - 1917 - 1918    |
| Décennies de la science-fiction : 1880 - 1890 - 1900 - 1910 - 1920 - 1930 - 1940 |

L'année 1915 est marquée, en matière de science-fiction, par les événements suivants.

## Naissances et décès

### Naissances
- 7 avril : Henry Kuttner, écrivain américain, mort en 1958.
- 15 avril : Homer Nearing, écrivain américain, mort en 2004.
- 24 juin : Fred Hoyle,  cosmologiste, astronome et écrivain britannique, mort en 2001.
- 24 août : James Tiptree, Jr, écrivain américaine, morte en 1987.
- 6 novembre : David Irvine Masson, écrivain écossais, mort en 2007.
- 15 novembre : Raymond F. Jones, écrivain américain, mort en 1994.
- 7 décembre : Leigh Brackett, femme de lettres américaine, morte en 1978.
- 29 décembre : Charles L. Harness, écrivain américain, mort en 2005.

### Décès
- 15 octobre : Paul Scheerbart, écrivain allemand, né en 1863, mort à 52 ans.

## Prix
La plupart des prix littéraires de science-fiction actuellement connus n'existaient alors pas.

## Parutions littéraires

### Romans
- Herland par Charlotte Perkins Gilman[1].